# Гнідич Павло Олександрович
Павло Олександрович Гнідич (* 26 листопада (8 грудня) 1884, Полтава — † серпень 1919, поблизу Бахмача)  — український фольклорист, етнограф, історик української літератури.

## Біографія

### Родина
Народився в небагатій дворянській родині. Батько, Олександр Григорович, розпочинав кар'єру військовим, пройшовши шлях від юнкера до підпоручика, а на час народження Павла обіймав посаду викладача фізики в Полтавському кадетському корпусі. Отримавши призначення на посаду старшого фабричного інспектора Харківської фабричної округи, він перебрався 1894 року разом із сім'єю до Харкова.
Матір'ю Павла була дочка полтавського дворянина Клеопатра Іванівна Гриневич, яка окрім Павла виховувала ще й меншого сина Олександра (1892 р. н.).

### Навчання
У 1903 році Павло закінчує зі срібною медаллю Харківську третю гімназію й подає документи на економічне відділення Петербурзького політехнічного інституту. У заяві на ім'я ректора Московського університету П. Гнідич пише:
| Восени 1907 року, я вибув згідно із заявою з Політехнічного інституту й з осені 1907 року займався грецькою, латинською й французькою в паризькому університеті”. Далі він вступає до Московського університету на історико-філологічний факультет. |
Під час навчання Павло Гнідич досліджує ідеї слов'янофільства та їх вплив на розвиток науки й культури. В архіві Московського університету зберігається курсовий науковий проект П. Гнідича, успішно захищений на останньому році навчання, з теми «Теорія й поезія слов'янофільства й О. Хом'яков». У ньому після огляду тез П. Киреєвського, І. Киреєвського, К. Аксакова та аналізу ідей О. Хом'якова дослідник зазначає, що «слов'янофільство  — не вказівка, а необхідна для нас складова світогляду» .
Під час навчання він приєднується до роботи університетської комісії з народної словесності при Етнографічному відділі Імператорського товариства любителів природознавства, антропології й етнографії, якою керував В. Міллер. На останніх курсах П.Гнідич, прагнучи реалізувати свої знання й навички, «побажав зайнятись збиранням народних пісень, і загалом етнографічного матеріалу в межах Полтавської губернії, для чого обрав Роменський повіт» .

### Фольклорні надбання

Фото зроблене Гнідичем «Снідальниці»

Протягом двох літніх канікул 1912-го й 1913-го років, а також за осінь, зиму й весну 1913–1914 років дослідником було записано більше двох тисяч фольклорних текстів та їх варіантів.
Гнідич пише:
| Більша частина записів зроблена в селі Бацманах, що входило в сам план збирання: хотілося дати, по можливості, вичерпний опис якої-небудь однієї місцевості". Але навіть ті 1500-1600 записів, які припадають на долю Бацманів, не вичерпують того, щоб там можна було записати. Тим більше це можна сказати про інші райони запису. |
Інші села, які із часом були залучені до ареалу дослідження,  — це навколишні Гаврилівка, Малі Бубни, Довгополівка, Лавірків Хутір, Сологубівка, Житне, Рогинці та Сміле. Кожен приїзд ученого був для селян своєрідним святом, на яке збирались й молоді, і старі. Так, два його приїзди навесні 1914 року в село Рогинці перетворювались на сільські гуляння, під час яких пісня існувала у своєму природному середовищі. Збирач пише, що йому в цих випадках «довелось бути свідком того звичайного гуляння, яке звичайно буває в день храмового свята, або коли „наставляють мая, петрівку“. У цьому випадку гуляння було викликане моїм приїздом із фотографічним апаратом і фонографом» .
Також дослідник переймається думкою про організацію фольклорних вечорів у Москві. Про це він і домовляється з місцевими аматорами:
| Розпрощались ми на тому, що на Різдво поїдемо до Москви. І пісні будемо співати, і весілля представимо, і проколядуємо, і баба проплаче! На два вечори вистачить. |
Займаючись записуванням пісенного й прозового матеріалу, фотографуванням і записом пісень на фонограф, П. Гнідич паралельно обробляє матеріал, систематизує його й готує до публікації. Про структуру майбутнього видання вчений пише:
| Всього зроблено близько 2000 записів, які передбачається видати таким чином: зміст цього випуску складуть обрядові пісні; в 2 і 3 випуски ввійдуть пісні, в 4 випуск увійдуть казки, легенди, римовані оповідання про місцеві події, приказки, виписки із записних книжок солдат, розповіді про місцеву старовину, словник. Планується видати ноти 52 пісень, записи яких були зроблені фонографом. Кожен випуск буде містити малюнки обрядового й побутового характеру. |
Із цим проектом і звертається молодий науковець до Полтавської вченої архівної комісії. Комісія схвально зустрічає проект і включає його до свого видавничого плану. Саме під егідою ПВАК протягом 1915–1917 рр. виходить підготовлений за результатами чотирирічної праці збірник.
У звіті Архівної комісії за 1915 рік зазначається:
| Ці видання пісень ілюстровані чудовими, художньо виконаними знімками. Усіх збірників буде п'ять. Четвертий знаходиться в друці. Це великий доробок дійсного члена Комісії П.О.Гнідича, котрий прожив у Роменському повіті зі спеціальною метою зібрання цього етнографічного матеріалу. |

### Роменський період

Фото зроблене Гнідичем «У Петрівку»

Фото зроблене Гнідичем «Коло марнополії»

Із призначенням на посаду викладача російської словесності Роменського реального училища П.Гнідич підключається до роботи місцевих науковців-аматорів. Ромни на той період стають своєрідним культурним центром регіону. Серед діячів, які плідно працюють тут, слід відзначити відомого митця І.Кавалерідзе, археолога й художника М.Семенчика, археолога, етнографа й мистецтвознавця М.Макаренка та багатьох інших.
1919 року члени нещодавно розформованої Полтавської архівної комісії взяли дієву участь у створенні й роботі губернського комітету з охорони пам'яток старовини й мистецтва. Роменська громада також створила в себе Товариство захисту пам'яток старовини й мистецтва. Павло Гнідич виступив одним з ініціаторів заснування цього товариства.
На цей час П.Гнідич починає публікацію етнографічних матеріалів у місцевій періодиці, зокрема, подає до роменського часопису «Просвітянин-кооператор» серію нарисів «З щоденника етнографа», які знайомлять читача з фольклором та його носіями, їх характерами, світоглядом .

### Загибель

Гнідич П. «Святки проводять»

Життя вченого раптово обірвалось 1919 року, коли він разом зі своїми студентами був рекрутований до денікінської армії та загинув у боях із більшовиками. Як зазначалось у доповідній записці Роменської повітової народної управи до окружного інспектора Київської навчальної округи від 21 вересня 1919 р.:
| ... на цей час більше сорока вчителів початкових народних шкіл і вищих училищ знаходиться в Добровольчій армії. |
У звіті Роменського реального училища за 1919 рік повідомлялось:
| ...роменські реалісти брали участь у боях під Конотопом і Бахмачем і кров'ю засвідчили вірність служіння великій ідеї. Серед них є поранені й загиблі смертю героїв на полі бою. |
Серед цих загиблих, певно, був і Павло Гнідич. Цю версію підтверджують спогади старожила С. Саливона, батько якого підтримував дружні стосунки з ученим:
| Гнідич загинув так: коли в серпні місяці становище денікінців за Бахмачем було дуже скрутне, то на допомогу прийшли добровольці-студенти, і як Гнідич, знали, був учителем, то його вирішили призначити командиром студентського загону. А Гнідич сказав: “Я молодих людей, дітей не поведу на убой.” Отакі слова його були. І за це його розстріляли. |
Документальних свідчень загибелі П.Гнідича ще не знайдено, як не знайдено і його могили. Зібрані ним матеріали, рукописи, фотознімки, а також два підготовлених до видання томи його матеріалів уважаються втраченими.

### Творча спадщина

П.Гнідич «Батька везуть продавати»

Друком вийшли лише перший, другий (у двох частинах) та четвертий томи «Записок про народну словесність». Заплановані до четвертого випуску «розповіді про місцеву старовину» трьох бацманівських селян Захара Шкури, Наума Супруна, Сави Саливона склали окремий том, який не мав нумерації й отримав заголовок «Оповіді козаків».
Обсяг цих томів нерівнозначний  — від 79 сторінок збірника «Оповіді козаків» до 327 сторінок випуску необрядових пісень. Усі тексти отримали наскрізний порядковий номер. Перший випуск «Пісні обрядові» має 495 позицій. Дві частини другого випуску «Пісні необрядові» містять 551 пісню, остання з яких має порядковий номер 1046. Четвертий випуск «Казки, легенди, оповідання» починає нумерацію із числа 1472. Отже, втрачений третій випуск мав, вираховуючи за наскрізною нумерацією, 426 зразків молодіжних пісень. Четвертий випуск містить 113 зразків народної прози. Про зміст втраченого п'ятого тому можна здогадуватись, орієнтуючись на авторські плани подати окремим томом пісенні новотвори.
Кожен із випусків має спільну структуру. У передмові стисло характеризується вміщений матеріал, відзначаються особливості записування, принцип класифікації, регіональні мовні особливості та способи передачі їх на письмі, пояснення умовних позначок. Корпус текстів, що слідує за тим, подає тексти згідно з авторським принципом класифікації. Усі тексти розміщені за жанрами, у межах жанрів — за територіальним принципом, а в межах села чи кутків — за репертуаром. Наприкінці подані різного роду покажчики  — виконавців, ілюстрацій, жанровий, алфавітний.
Однією з особливостей збірника, що вигідно вирізняє його з-поміж інших тогочасних видань, є велика увага до мовознавчих аспектів, до максимально точної передачі на письмі регіональних особливостей мовлення. Учений розробляє цілу систему писемних позначок, які повинні якнайточніше передати діалектну специфіку.
Передмова першого випуску подає розлогу характеристику особливостей місцевої говірки та аналіз специфіки вимови окремих звуків. У своїх діалектологічних студіях він орієнтується на програму, розроблену А. Кримським і К. Михальчуком .
Зокрема, учений відзначає вплив російської мови як «результат грамотності й спілкування із грамотними». Це стосується в першу чергу «акання» (хамут, кантора, хароша) та появи звуку (о) на місці очікуваного (і) (хвост, конь, стол). Часто зустрічається замість (е) після пом'якшеного приголосного (о) : тьопло, берьоза, всьо. Своєрідним є наближення звука (о) до (у): лавушник, пулинь, буяр. Відзначає дослідник також існування російського звука (ы) у вимові окремих осіб.
Що ж до особливостей приголосних звуків, то збирач відзначає, зокрема, ненормативне вживання твердого (р) (бондара, писара, хабара) і пом'якшеного (р’) (гряд, хуторях, до парі). Це ж стосується і звуків (л) та (л'), що замінюють один одного (джерелна вода, тілна корова, болний, але жалько, лямпа, дольжні). Подібне ствердіння характерне і для деяких інших приголосних (наприклад  — кінми).
Певну орфоепічну специфіку має вимова дієслів: ходить, робить (замість ходити, робити), а також ходю, платю, возю, попросю. Деякі слова мають звук (ґ): (ґулий, ґерлига, сновиґать). Ще однією особливістю є пом'якшення звуків (ч) (чяс, звінчяй, гурчять) та (ш) (спішять, лошя).
Крім цього у кожній передмові подаються уніфіковані умовні позначення, як-от: зірочка перед номером тексту, що означає запис із голосу, виділення слова курсивом у випадках його ненормативного звучання або написання, різної форми дужки вказують на вставку цих слів інформантом уже після виконання або на приглушене звучання або й повну відсутність окремих звуків у слові. Наголос проставлений у тих словах, де можливий подвійний наголос, або у випадку ненормативного вживання.
Ще однією особливістю «Матеріалів з народної словесності» П.Гнідича, яку відзначали всі, хто тримав ці книжки в руках, є багатий ілюстративний матеріал. Високохудожні авторські фото супроводжують кожен випуск. Так, перший із них  — «Пісні обрядові» має п'ятнадцятисторінковий додаток з 21 фотознімком, які ілюструють епізоди весільного обряду та календарних свят. До цих фотографій подано покажчик, де зазначено дату, місце, названі учасники зйомок.
Наприклад фотографії другого випуску репрезентують найкращих сільських виконавців  — Мотрону Пасишниченкову, діда і бабу Запорожченків, Мотрону Трушову, Якова Коляду. Інші знімки мають сюжетний характер і переносять нас в атмосферу сільських свят і буднів: «Гуляють у неділю», «Святки проводять», «Прядуть», «Коноплі беруть».. «Оповіді козаків» містять чотири знімки: портрети селян, авторів цього збірника, і фото одного з кутків села  — Голистівки.
Дванадцять фотоілюстрацій четвертого випуску  — це, переважно, портрети оповідачів, від яких дослідник записував казки та легенди. Ці фото знайомлять нас не лише з персоналіями, а й з регіональними особливостями народного одягу: дехто із селян убрався святково, дехто залишився в буденному одязі. Так, Мотрона Трушова зі своєю дочкою Окрасиною зняті у святковому вбранні, а Євдоха Саєвська та Палашка Рудичева представляють буденний одяг жінок. Дмитро Дубина під час святок знятий був у костюмі рядженого. Інші три фотографії — це перезняті П.Гнідичем зі старовинних жіночих сорочок узори: «жито», «тарілки», «калачики».
Серед усього фольклорного матеріалу, опублікованого в збірнику Павла Гнідича, пісні складають переважну більшість. Пісенність представлена епічними та епіко-ліричними жанрами, календарно-обрядовою й родинно-обрядовою поезією, соціально-побутовою й родинно-побутовою лірикою, жартівливими й сатиричними піснями. Зафіксований пісенний загал містить жанри, які вже вповільнили процес продукування, і жанри, які гнучко пристосовувались до нових умов. Питома вага новотворів серед опублікованого матеріалу невелика, оскільки їх планувалося видати окремим томом.
Збірник П. Гнідича містить цикл календарної поезії, синтетичний весільний обряд, голосіння, окремий том (у двох частинах) необрядової лірики (думи, історичні пісні, балади, суспільно-побутова й родинно-побутова лірика, жартівливі пісні) і том прози (казки, легенди, народні оповідання  — «протоколи»).
Серед календарно-обрядової лірики вчений визначає шість груп: веснянки, петрівчані та купальські пісні, колядки, щедрівки й засівальні віншування. Досить рідкісною групою календарно-обрядових пісень є цикл церковно-християнських коляд, яких у збірнику значно більше за традиційні колядки.
Значну цінність має розлогий опис весільного обряду та його варіантів. 325 позицій весільних пісень із коментарями та описом відповідних ритуалів разом з 27 голосіннями дають досить повне уявлення про комплекс родинно-обрядової поезії даного регіону на початок ХХ ст. Зафіксовані голосіння яскраво репрезентували українську народну традицію в межах цього жанру.
Позаобрядова лірика, зібрана П. Гнідичем у Роменському повіті, займає дві частини другого тому, який набагато перевищує обсягом попередній. Сюди ввійшли історичні пісні, дума, балади, суспільно-побутова лірика, ліричні пісні про кохання та родинне життя, кілька пісень літературного походження, а також жартівливі та сатиричні пісні.
Четвертий випуск «Матеріалів» містить 113 зразків народної прози, які розподілені за розділами «Казки», «Легенди», «Оповідання». У межах розділів прозовий матеріал подано за репертуарними групами, об'єднаними територіально.
Розділ «Казки» дає широку й досить реальну панораму тогочасного побутування народної казки, тут представлено значну кількість сюжетних груп казок.
Окремий розділ складають твори легендарного змісту. Їх кількість не вельми значна  — 19 текстів, проте їх відрізняє оригінальність трактування відомих фольклорних та біблійних сюжетів. Зустрічаються також унікальні сюжети, властиві лише даній місцевій оповідній традиції. Загальний огляд дає можливість говорити про глибоку вкоріненість жанру християнських легенд у місцеву фольклорну традицію, а їх аналіз становить важливий фактичний матеріал для вивчення світогляду народу, його моральних і етичних норм.
Аналізований збірник зафіксував тенденцію до ритмізації прози та початків народного віршування, що найчастіше виявлялась у творах гумористичного спрямування. Крім декількох побутових казок та легенд, стихія сміху й народного віршування найповніше втілилась в місцевому виді специфічних прозових оповідок  — т. зв. «протоколів». Подібні гумористичні віршовані оповідання  — явище в українському фольклорі хоча й нерідкісне, але під перо записувача вони потрапляли не часто.
Опубліковані П. Гнідичем «протоколи» виявляють близькість до новелістичних казок, особливо до їх віршованих різновидів, а також до народного сатиричного віршування. Сюжетною основою «протоколів» є розгорнений у невеликому часовому відрізку й локально прикріплений один епізод, рідше, ланцюг епізодів. Зображувані події не виходять хронологічно за межі того, що міг бачити чи учасником чого міг бути оповідач, а нерідко й слухач. Це твердження стосується всіх залучених до аналізу сюжетів, серед яких і пригоди на весіллі чи досвітках, і бійка парубоцьких громад, і несправедливе волосне суддівство, родинні та сімейні конфлікти.
Спостереження за фольклорним масивом в одному окремо взятому регіоні підтвердило думку, що народна творчість розвивалася суцільним, нерозривним потоком, і тому в збірнику часто зустрічаються запозичення форм, сюжетів, мотивів, образів, художніх засобів.
Загалом, слід відзначити, що орієнтація П.Гнідича на цілісний етнографічний образ українського фольклору витримала перевірку часом. А його діяльність стала гідним продовженням збирацької справи попередників  — М.Максимовича, А.Метлинського, П.Куліша, П.Чубинського, М.Драгоманова, О.Потебні та багатьох інших. Його історико-етнографічний тип публікації зібраного матеріалу виправдав себе й дав повний образ, «зліпок» конкретного етнографічного регіону.
Лист вченого Григорія Нудьги до науковця, доцента кафедри зарубіжної літератури СумДПУ С. В. П'ятаченка
| 9 січня 1994 року, Львів. Шановний пане П’ятаченку! Дякую за листа і за увагу до моїх давніх праць. Дійсно, у 1936 році, ще будучи студентом Київського державного університету, я від Студентського наукового товариства організував фольклорну експедицію в Талалаївський район (головно с. Бацмани, Гаврилівка та ін.) по слідах записів П.Гнедича (1916). Нас було троє, керівником був я, науковим керівником – проф. П.М.Попов, який на територію району не виїздив, а допоміг скласти програму. Нашою метою було: встановити, як змінився побут людей цих сіл, як змінилися люди, від яких записував фольклор Гнедич, як змінився фольклор, що сталося з тими текстами пісень, які записав і опублікував 20 років тому Гнедич. Словом – прослідкувати динаміку життя, побуту й фольклору одних і тих же об’єктів. Ми знайшли багатьох ще живих людей, з якими мав справи Гнедич, записали ті ж самі твори й нові, я робив фото (але не всі вдалі). Записи, статті учасників експедиції друкувалися в тодішній пресі (і фото). У тому ж році, або через рік, я ще їздив туди два рази: один раз із фонографом, аби записати мелодії до записаних текстів. Бував я і в місцевих кобзарів, зокрема Сологубів, написав про них у київських газетах статті, за що мене потім переслідували, бо Сологубів заарештували. Матеріали експедиції (дуже цінні) передали до архіву Університету, а частину до Інституту фольклору АН, де вони, певне, збереглися. Почався 1937 рік. Гоніння й арешти. Велику частину записів я не розшифрував і не переписав “начисто”. З них частина в такому ж нерозшифрованому вигляді й досі десь лежать у мене і разом з ними кілька десятків малоякісних фото, що вже пожовтіли та й були аматорські. Статті, які я тоді публікував, у мене не збереглися, немає їх і в показнику моїх творів, виданому АН. Збереглися десь у мене випуски записів Гнедича та, певно, один лист П.Гнедича до Панаса Мирного, надісланий йому з дарчим написом на одному з випусків “Матеріалів...” Приїздити до мене немає потреби, адже все у хаосі, а я нездужаю. Не зможу приїхати і я. Бажаю Вам успіхів! З пошаною Г.Нудьга. |

## Матеріали
- Центральний державний історичний архів м. Москви (ЦІАМ).  — Ф. 418, оп. 322, спр. 414, арк.1.
- ЦІАМ.  — Ф. 418, оп. 513, спр. 1947, арк. 40.
- Отчет Полтавской ученой архивной комиссии за 1913 год // Труды Полтавской ученой архивной комиссии.  — Полтава, 1914.  — Вып.11. — С.7.
- Гнедич П. А. Материалы по народной словесности Полтавской губернии. Роменский уезд.  — Вып.1  — Песни обрядовые.  — Полтава, 1915.  — С.7.
- Гнедич П. А. Материалы по народной словесности Полтавской губернии. Роменский уезд.  — Вып. 2.  — Ч.2.  — Песни необрядовые.  — Полтава, 1915. С.279.
- Гнедич П. А. Материалы по народной словесности Полтавской губернии… — Вып.1.  — С.3.
- Отчет Полтавской ученой архивной комиссии за 1915 год // Труды Труды Полтавской ученой архивной комиссии.  — Полтава, 1916.  — Вып.14.  — С.6.
- Гнідич П. Етнографічний нарис // Просвітянин  — кооператор.  — Ромен, 1919.  — Ч. 6-7.  — C.19-20.
- Державний архів Полтавської області (ДАПО).  — Ф. 3945, оп. 1, спр. 2, арк.117.
- ДАПО.  — Ф.3945.  — Оп.1.  — Спр.83.  — Арк.21 зв.
- Зап. від С. С. Саливона в с. Салогубівка Роменського р-ну Сумської обл. 5 липня 1992 року. Архів автора.
- Михальчук К., Крымский А. Программа для собирания особенностей малорусских говоров.  — Петроград, 1910.  — 120 с.